# Vaccinium myrtilloides
Vaccinium myrtilloides là một loài thực vật có hoa thuộc chi Việt quất, được biết đến với nhiều tên gọi như việt quất thường, việt quất lá nhung, việt quất Canada. Nó phổ biến ở phần lớn Bắc Mỹ, bao gồm 10 tỉnh của quốc gia Canada (và 2 vùng lãnh thổ Nunavut và lãnh thổ Tây Bắc của Canada) và các bang ở đông bắc và khu vực Ngũ Đại Hồ của Hoa Kỳ.
Loài này có nguy cơ tuyệt chủng ở bang Indiana, Connecticut và bị đe dọa ở Iowa và Ohio.

## Mô tả
Vaccinium myrtilloides là loài cây bụi rụng lá cao khoảng 50 cm, thường lan rộng để tạo thành các bụi nhỏ. Lá có màu xanh tươi, nhạt hơn bên dưới và có lông nhung. Hoa màu trắng, hình chuông, dài 5 mm. Quả mọng màu xanh tươi hoặc xanh thẫm, vị ngọt. Cành non có nhiều lông cứng.
V. myrtilloides phát triển tốt trong vùng rừng lá kim và vùng đất chua. Nó cũng được tìm thấy trong các bãi lầy và các khu vực đầy đá. Loài này có khả năng chịu lửa và thường sinh sôi mạnh mẽ sau những cơn cháy rừng. Trong tự nhiên, V. myrtilloides sẽ lai với loài Vaccinium angustifolium.
V. myrtilloides được trồng thương mại ở khắp Canada và bang Maine của Hoa Kỳ. Đây cũng là nguồn thức ăn cho các loài gấu, hươu nai, chim chóc và động vật có vú nhỏ như sóc, chuột...

## Sử dụng
Người Abenaki ăn chúng trong những bữa ăn truyền thống của họ. Người Nihithawak Cree ăn tươi, hoặc có thể làm mứt và ăn với cá và bánh mì bannock, nấu chín hoặc phơi khô để làm pemmican (thịt khô, thường là bò hoặc nai trộn với mỡ và quả mọng phơi khô). Ở những nơi khác có thể dùng quả của V. myrtilloides để ăn tươi, làm sốt, làm bánh hoặc đóng lon.
Người Nihithawak Cree còn sử dụng chúng như một loại thảo dược liên quan đến kinh nguyệt, ngừa thai và ngăn ngừa việc sẩy thai.